# Macacha Güemes

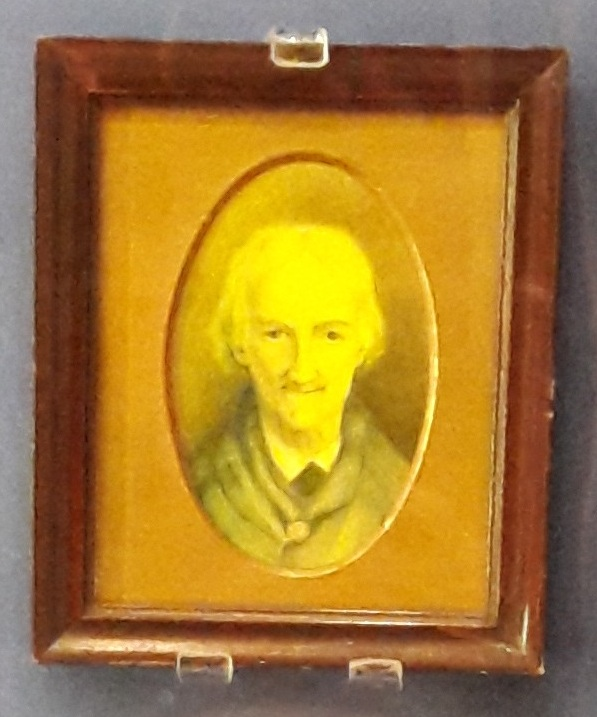
Miniatura realizada en 1857 presente en el Museo Histórico Nacional.

María Magdalena Dámasa Güemes de Tejada (Salta, 11 de diciembre de 1787 — 7 de junio de 1866) es reconocida como una de las más importantes mujeres de la Independencia argentina y de la provincia de Salta.Tuvo una destacada trayectoria pública en su provincia natal y en el ejército de gauchos de su hermano en el marco de la Guerra gaucha. 

## Biografía
María Magdalena Dámasa Güemes de Tejada nació en el seno de una familia fundacional del Norte Argentino  de encomenderos y funcionarios españoles , hija de Gabriel de Güemes Montero, tesorero real de la Corona española en la Intendencia de Salta del Tucumán del Virreinato y de Magdalena Goyechea y de la Corte  , perteneciente al poderoso clan familiar de "los Infinitos", descendientes de los fundadores de San Salvador de Jujuy (Francisco de Argañaraz y Murguía) y de los españoles encomenderos de los omaguacas y paypayas, en el actual territorio de Jujuy (la familia Ortiz de Zárate ) 
Su nacimiento se produjo dos años después que su hermano Martín, quien en su adolescencia se dedicaría a la carrera militar, y quien la apodaría La cucaracha polaca, como se acostumbraba a llamar a las Magdalenas. Eran ocho hermanos, de los cuales ella fue la sexta y la primera mujer. Fue educada según los ideales de las mujeres de la época, y aprendió a leer a los cinco años, siendo su padre su maestro, lo cual era poco frecuente en la época. Además, estudió piano y flauta.
En octubre de 1803 contrajo matrimonio con Román Tejada, hijo de una de las familias más tradicionales y antiguas de Salta y capitán del Regimiento de Patricios en aquella ciudad, a los dieciséis años, con quien tuvo una hija, Eulogia.
A pesar de su pertenencia a la alta sociedad salteña, al igual que su hermano Martín y su marido, llevó buen trato con los peones de sus haciendas, de quienes consiguió lealtad y respeto, los cuales serían integrantes de su futuro ejército.
Su primera participación pública fue en defensa de su marido, quien, como Capitán del Regimiento de Patricios, fue destinado como castigo a Famatina —en La Rioja— por una ofensa a un compañero, al sargento primero José Luis Pacheco, en presencia de oficiales de aquel. Sus reclamos lograron el cese de la condena y el retorno a la ciudad de Salta.
Al estallar la Revolución de Mayo, en 1810, adhirió a la causa independentista, junto con su hermano, quien, se encontraba dedicado a la carrera militar desde los catorce años. Junto con él, organizó un ejército de gauchos, que fueron conocidos como Los infernales, cuya participación se dio en defensa del territorio de las actuales provincias de Salta y Jujuy frente a las fuerzas realistas y oponiéndose a Nicolás Severo de Isasmendi, gobernador salteño en aquel momento. Convirtió su casa en un taller para la confección de uniformes para aquel ejército y, cuando la ciudad de Salta fue sitiada por las autoridades fieles a la Corona española, realizó tareas de espionaje para proveer de información al ejército de gauchos sobre las tropas realistas, valiéndose de diversos métodos, como ocultar papeles en su pollera o dejarlos en un hueco realizado en un tronco de un árbol en la ribera del río Arias. En ocasiones, concurría a caballo al campamento del ejército, incluso encontrándose embarazada, para transmitir mensajes de urgencia.
Güemes se enfrentó con el general José Rondeau, Director Supremo de las Provincias Unidas del Río de la Plata, debido a que este lo declaró traidor, ya que se apropió de armamento en Jujuy para armar a su ejército luego de haber combatido bajo sus órdenes en la batalla de Puesto del Marqués en 1815. La popularidad tras la victoria de Güemes en aquella batalla llevó a su elección como gobernador de Salta, y Rondeau buscó intervenir militarmente por considerar que ello se trataba de una insubordinación. Macacha ofició de mediadora y tras entrevistarse con ambos, logró un pacto de no agresión, conocido como Pacto de los Cerrillos, que además establecía la continuidad del ejército de gauchos bajo la dirección de su hermano, el 22 de marzo de 1816.
Mientras su hermano combatía al mando de su ejército en la Guerra gaucha, condujo el gobierno provincial, encargándose de desarmar operaciones contra su gobierno, que despertaba desconfianza entre las familias de la élite salteña, pues no aceptaban un gobierno gauchesco, y formaron el partido opositor Patria Nueva. En contraposición, junto con José Ignacio de Gorriti, formó el partido Patria Vieja, sostén del gobierno de Güemes hasta su fallecimiento.
Su hermano falleció en junio de 1821, a raíz de una herida de bala tras un enfrentamiento con el coronel José María Valdez en su casa de Salta, en las calles La Amargura —actual Balcarce— y Yocci —actual España—, mientras ella se encontraba allí. Sin embargo, siguió sirviendo a la causa revolucionaria. Fue encarcelada, junto con su madre y otros simpatizantes de su partido, por el gobernador José Antonio Fernández Cornejo —opositor a Güemes y sus gauchos—, pero debieron ser liberadas por una sublevación del ejército gaucho, dándose saqueos en la ciudad de Salta el 22 de septiembre de 1821 en el episodio conocido como Revolución de las Mujeres, que desencadenó el derrocamiento de Fernández Cornejo y su reemplazo por Gorriti.
Adhirió al Partido Federal y participó en los levantamientos contra el gobernador Juan Antonio Álvarez de Arenales en 1824, de quienes los federales acusaban de querer perpetuarse en el cargo, y de nuevo contra Fernández Cornejo, nombrado por los unitarios, en 1834.
Falleció el 7 de junio de 1866 en la ciudad de Salta, a los 79 años, retirada de la actividad pública, dedicada al cuidado de su nieto, Virgilio Mariano Tedín.
Fue reconocida por las clases menos favorecidas, que constituían en su mayoría el ejército gaucho de Güemes. Estos la apodaron «madre del pobrerío», por su simpatía hacia ellos.
Sus cenizas se encuentran en el mausoleo familiar del cementerio de la Santa Cruz de Salta.

## Legado
Macacha es reconocida como una de las mujeres más destacadas de la Independencia argentina y de la provincia de Salta, donde diversas calles y plazas le rinden homenaje.
Sin embargo, permaneció olvidada por la historiografía, al igual que otras mujeres, rescatándose su figura en el revisionismo histórico desde finales del siglo XIX.
Durante la gestión de Miguel Isa como Intendente de Salta en 2014, se buscó trasladar sus restos al Panteón de las Glorias del Norte, en la catedral de la ciudad, donde se encuentran las cenizas de su hermano. La iniciativa no prosperó.
El Bulevar Macacha Güemes Puerto Madero en la ciudad de Buenos Aires, donde la mayoría de los nombres de las calles de aquel corresponden a mujeres, lleva su nombre desde 1995 mediante la Ordenanza 49.669.